# Susy De Martini
Susy De Martini (née le 17 juin 1952 à Gênes) est une personnalité politique italienne, membre de Forza Italia.

## Biographie
Depuis avril 2013, en remplacement de Mario Mauro, Susy De Martini est une ancienne députée européenne, jusqu'en juin 2014, inscrite au groupe des Conservateurs et réformistes européens.